# فريتز بامبيرغر (فيلسوف)
فريتز بامبيرغر (بالألمانية: Fritz Bamberger)‏ هو باحث إنساني ‏ وأستاذ جامعي وفيلسوف وصحفي ألماني وأمريكي، ولد في 7 يناير 1902 في فرانكفورت في ألمانيا، وتوفي في 24 سبتمبر 1984 في نيويورك في الولايات المتحدة.